# Földi András
Földi András (Budapest, 1957. február 11.) jogtudós, egyetemi tanár, a Magyar Tudományos Akadémia levelező tagja. Kutatási területe a római jog, azon belül a másokért való felelősség, a jóhiszeműség és a tisztesség elve, valamint a magánjogtörténet. Édesapja Földi Tamás közgazdász, az Acta Oeconomica alapító főszerkesztője.

## Életpályája
1976-ban kezdte meg egyetemi tanulmányait a budapesti Eötvös Loránd Tudományegyetem Állam- és Jogtudományi Karán, ahol a római jogi tanszéken Brósz Róbert professzor tanítványa lett. 1981-ben szerzett jogászdiplomát. Ennek megszerzését követően kezdett el oktatni a kar római jogi tanszékén, először tudományos továbbképzési ösztöndíjasként. 1983-ban kapott egyetemi tanársegédi, majd 1986-ban adjunktusi megbízást. 1990-ben nevezték ki egyetemi docenssé. 2001-ben habilitált az ELTE-n. 2003-ban kapta meg egyetemi tanári kinevezését. 2008 és 2010 között a kar oktatási, majd 2012. június 30-ig általános dékánhelyettese. dékánhelyettese. 2011 és 2013 között az egyetemes jogtörténeti tanszék, majd 2021-ig a római jogi és összehasonlító jogtörténeti tanszék vezetője. 2016 és 2020 között az ELTE ÁJK Habilitációs Bizottság elnöki tisztségét is betöltötte. Emellett 1984 és 1993 között a Miskolci Egyetem Állam- és Jogtudományi Kar oktatója volt, 1995 és 2010 között pedig a győri Széchenyi István Egyetem Állam- és Jogtudományi Karán is tanított (2002-től egyetemi tanári beosztásban). 2022-ben emeritálták.
1990-ben védte meg állam- és jogtudomány kandidátusi, 2002-ben akadémiai doktori értekezését. A Magyar Tudományos Akadémia Állam- és Jogtudományi Bizottságának és a 2017-ben a Doktori Tanácsnak lett tagja. 2022-ben az Akadémia levelező tagjává választották. Akadémiai tevékenysége mellett az OTKA állam- és jogtudományi és politikatudományi zsűri elnöke volt 2002 és 2005 között. Az Ókortudományi Társaság tagja, 1997 és 2003 között a választmánynak is, ezen felül szerepet vállalt a Société Internationale pour l’Histoire des Droits de l’Antiquité (SIHDA) és a Società italiana per la ricerca nel diritto comparato munkájában is. 2002 és 2020 között az ELTE Állam- és Jogtudományi Kara által kiadott Acta Facultatis Politico-iuridicae Universitatis Scientiarum Budapestinensis de Rolando Eötvös Nominatae felelős szerkesztője volt, emellett a Fundamina. A Journal of Legal History szerkesztőbizottsága tagja lett. Kutatási területe a római jog, újkori magánjogtörténet, összehasonlító polgári jog, jogelmélet. Jelentős tankönyvírói munkássága, a Hamza Gáborral közösen írt A római jog története és institúciói című tankönyv számos kiadással bír, valamint a megújított egyetemes jogtörténeti oktatásban fontos szerepet játszó Összehasonlító jogtörténet szerkesztője volt. Több mint kétszázhúsz tudományos publikációs szerzője vagy szerkesztője. Közleményeit magyar, német, angol, olasz, francia nyelven adja közre.

## Díjai, elismerései
- Pro Universitate érem (ELTE Egyetemi Tanácsa, 1997)
- ELTE ÁJK Ezüst Eötvös Emlékérem (2006)
- Magyar Felsőoktatásért Emlékplakett (2008)
- ELTE ÁJK Lippay-dij (2012)
- Peschka Vilmos-emlékérem (2013)
- Jogász hivatásrendek Deák Ferenc díja (2015)
- ELTE Pro Universitate Érem arany fokozata (2016)
- Az Eötvös Loránd Tudományegyetem Emlékérme (2021)

## Fontosabb publikációk
- A római jog története és institúciói. Budapest: Nemzeti Tankönyvkiadó, 1996, huszonötödik, átdolgozott és bővített kiadás: 2021. (Hamza Gábor társszerzővel)
- Kereskedelmi jogintézmények a római jogban. Budapest: Akadémiai Kiadó, 1997. (kandidátusi értekezés)
- A jóhiszeműség és tisztesség elve. Budapest: ELTE, 2001.
- Eine alternative Annäherungsweise: Gedanken zum Problem des Handelsrechts in der römischen Welt, Revue internationale des droits de l’antiquité 48 (2001), 65-90.http://www2.ulg.ac.be/vinitor/rida/2001/foldi.pdf
- A másért való felelősség a római jogban. Budapest: Rejtjel Kiadó, 2004. (akadémiai doktori értekezés)
- Adalékok a történeti jogi iskolának a magyar jogi romanisztikára gyakorolt hatása kérdéséhez
- Monizmus, dualizmus vagy pluralizmus?Összehasonlító-történeti elmélkedések a bona fidesről, Állam- és Jogtudomány 54/3-4 (2013), 25-39. http://jog.tk.mta.hu/uploads/files/Allam-%20es%20Jogtudomany/2013_3_4/2013-3-4-foldi.pdf
- Traces of the dualist interpretation of good faith in ‘ius commune’ until the end of the 16th century, Fundamina [Pretoria] 20/1 (2014), 312-32. http://reference.sabinet.co.za/webx/access/electronic_journals/funda/funda_si1_part1_2014_a30.pdf%5B%5D
- Összehasonlító jogtörténet. 4. jav. kiadás. Szerk.: Földi András. Budapest: ELTE Eötvös Kiadó, 2018.